# Gouverneur der Provence
Der Gouverneur bzw. Seneschall der Provence verwaltete die Grafschaft Provence im Namen des französischen Königs.
Der letzte Graf von Provence Karl V. von Maine hatte, da er ohne Nachkommen blieb, für die Provence den französischen König Ludwig XI. zum Erben eingesetzt. Mit Karls Tod 1481 fiel die Provence damit an die französische Krone und wurde in die Domaine royal integriert. Ludwig XI. setzte einen Gouverneur ein, der das Land für ihn regieren sollte.

## Französische Gouverneure und Großseneschalle

### Gouverneur
- 1481–1483: Palamède de Forbin
- 1483: Jean de Baudricourt
- 1487–1489: Ludovico II. di Saluzzo
- 1491–1493: François I. de Luxembourg (Haus Luxemburg-Ligny)

### Gouverneur – Großseneschall
- 1493–1503: Philippe de Hochberg (Haus Baden)
- 1504–1513: Louis d’Orléans, comte de Longueville (Haus Valois-Orléans)
- 1514: Jean de Poitiers, seigneur de Saint-Vallier (Haus Poitiers-Valentinois)
- 1515–1525: René de Savoie, comte de Tende (Haus Savoyen)
- 1525–1566: Claude de Savoie, comte de Tende (Haus Savoyen)
- 1566–1572: Honorat I. de Savoie, comte de Tende (Haus Savoyen)

### Gouverneur
- 1572–1573: Gaspard de Saulx-Tavannes
- 1573–1578: Albert de Gondi, comte de Retz
- 1578–1579: François de La Baume, comte de Suze
- 1579–1586: Henri bâtard d’Angoulême (Haus Valois-Angoulême)
- 1586–1594: Jean-Louis de Nogaret, duc d'Epernon
- 1592–1594: Gaspard de Pontevès comte de Carcès
- 1594–1631: Charles de Lorraine, duc de Guise
- 1631–1637: Nicolas de L’Hospital, marquis de Vitry
- 1637–1653: Louis-Emmanuel de Valois, comte d'Alais
- 1653–1669: Louis I. de Bourbon, duc de Vendôme
- 1669–1712: Louis II. Joseph de Bourbon, duc de Vendôme
- 1712–1734: Claude-Louis-Hector, duc de Villars
- 1734–1770: Honoré-Armand, duc de Villars
- 1770–1782: Louis Camille de Lorraine, prince de Marsan (Haus Guise)
- 1782–1790: Charles-Juste de Beauvau (Haus Beauvau)

1790 beendete die Französische Revolution das Gouvernement